# Ukrzyżowanie z Miedźnej
Ukrzyżowanie z Miedźnej – kwatera witrażowa z ok. 1440–1450 roku znajdująca się w kolekcji Muzeum Archidiecezjalnego w Katowicach.

## Historia
Witraż wykonano prawdopodobnie w którymś z warsztatów krakowskich ok. 1440–1450 roku. Parafia w Miedźnej, z której drewnianego kościoła pochodzi witraż, należała w średniowieczu i później do diecezji krakowskiej. Pierwotny kościół wzmiankowany był w 1326 roku. Obecny kościół św. Klemensa w Miedźnej z XVII wieku był przebudowywany i powiększany na przełomie XVIII i XIX wieku. Kwatera witrażowa ze sceną Ukrzyżowania Chrystusa znajdowała się w oknie wschodniej ściany prezbiterium. Była nieprawidłowo wprawiona, gdyż lico witraża było od zewnętrznej strony budowli.
W 1993 roku przeprowadzono konserwację witraża w pracowni Sławomira Oleszczuka we Wrocławiu. Następnie artefakt trafił do Muzeum Archidiecezjalnego w Katowicach. W kościele św. Klemensa w Miedźnej umieszczona została kopia witraża wykonana przez S. Oleszczuka.

## Opis
Kwatera witrażowa ze sceną Ukrzyżowania ma rozmiary 36 × 26,5 cm. Wykonana została ze szkieł białych i kolorowych, barwionych w masie i powłokowych. Szkła łączone są ciągnionymi ręcznie paskami ołowiu. Zachował się czarny i brunatny kontur. Częściowo zachowało się obustronne lawowanie oraz ornament roślinny. Postać nagiego Chrystusa przepasana jest białym, krótkim perizonium, nad głową esowato wygięty titulus z napisem minuskułami: i.n.r.i. Na ciele ukrzyżowanego zaznaczone są piersi i żebra. Jego głowa opada na prawe ramię. Stopy są nałożone na siebie, prawa na lewą, przebite gwoździem. Krzyż ma zaznaczone słoje drewna. Na lewo od krzyża Matka Boska, po drugiej stronie św. Jan. Wszystkie trzy postacie posiadają nimby. Na skale Golgoty zaznaczone są dwie czaszki. Niebo ma barwę niebieską, przechodzącą w fiolet. W przedstawieniu istotna jest barwa żółtawozłocista. Uzyskano ją przez podmalowanie jasnych szkieł od strony zewnętrznej żółcieniem srebra. Zachowane szkła i listwy ołowiane są pierwotne. Brakuje jedynie niewielkiego fragmentu u dołu po prawej stronie. Sporemu wykruszeniu uległ rysunek.